# Can Vilardell
Can Vilardell – miejscowość w Hiszpanii, w Katalonii, w prowincji Barcelona, w comarce Maresme, w gminach Argentona i Mataró.
Według danych INE w 2020 roku liczyła 59 mieszkańców – 33 mężczyzn i 26 kobiet. 